# Тизви
Ти́зви (греч. Θίσβη) — деревня в Греции, на месте древнего города Фисбы. Расположена на высоте 158 метра над уровнем моря между горой Геликоном и Коринфским заливом в 22 километрах к юго-востоку от Левадии, в 31 километре к юго-западу от Фив и в 72 километрах к северо-западу от Афин. Входит в общину (дим) Фивы в периферийной единице Беотии в периферии Центральной Греции. Население 183 жителя по переписи 2011 года.
Севернее деревни проходит национальная дорога 3 Фивы — Левадия.

## История
Древний город Фисба, Тисба, также Фисбы, Тисбы (Θίσβαι) находился в юго-западной части Беотии, на южном предгории Геликона между холмами Палеокастро (Παλαιόκαστρο) и Неокастро (Νεόκαστρο), к западу от Феспий в нескольких минутах ходьбы от морского берега, в скалах которого живет множество диких голубей; поэтому Гомер называет Фисбу παλυτρήρων Θίσβη «стадам голубиным любезной». В древнем акрополе на холме Палеокастро был храм Геракла и праздновались Гераклеи (Ηράκλεια), также почитали Диониса и Гермеса. Назван в честь беотийской нимфы Фисбы.
Область обитаема примерно с 2000 года до н. э., о чём свидетельствуют археологические находки и остатки керамики. В области Тизви было значительное микенское поселение. Камерные гробницы, которые были найдены в области, дают представление о высокой плотности населения в микенский период (XIV—XIII век до н. э.). В классический период, до битвы при Херонее в 338 году до н. э., Фисба принадлежал к Феспийской области (Θεσπική). В Третью Македонскую войну город поддержал македонян, однако был вынужден сдаться римлянам в 170 году до н. э.
В 1889 Джон Кэрью Ролф (John Carew Rolfe) провел короткие раскопки и обнаружил камерные гробницы. Франц Георг Майер (Franz Georg Maier) изучал укрепления города в 1958 году.
Сохранились укрепления. Более ранние стены, окружающие акрополь на Палеоскастро, выложены неправильной кладкой из многоугольных камней. Стены нижнего города и укрепления на Неокастро выложены способом исодом (Opus isodomum) в IV веке до н. э. В нижнем городе сохранились ворота с квадратными башнями. Сохранились рельефы и надписи V века до н. э. — III века. Некоторые хранятся в Археологическом музее Фив. Найдена керамика от микенского до римского периода. На дороге в Ормос-Айиу-Иоану находится арочный мост XIX века.

## Старое имя
В 1912 году (ΦΕΚ 262Α) создано сообщество. До апреля 1915 года (ΦΕΚ 148Α) деревня называлась Какоси (Κακόσι). По данным Макса Фасмера, старое название города — болгарское, оно происходит от названия курицы (болг. кокошка) на болгарском языке. Соседняя деревня, частью которой был Какоси, называется Домбрайна.

## Сообщество Тизви
В местное сообщество Тизви входит Ормос-Айиу-Иоану. Население 190 жителей по переписи 2011 года. Площадь 39,35 квадратных километров.
| Наименование     | Население (2011), человек |
| ---------------- | ------------------------- |
| Тизви            | 183                       |
| Ормос-Айиу-Иоану | 7                         |

## Население
| Год  | Население, человек |
| ---- | ------------------ |
| 1991 | 381                |
| 2001 | 305                |
| 2011 | ↘ 158              |